# The Wild Boys
The Wild Boys is een single van de Britse popgroep Duran Duran uit het najaar van 1984.
Zowel de tekst als clip zijn geïnspireerd op het boek The Wild Boys: A Book of the Dead van William S. Burroughs II uit 1971. Deze roman gaat over een homoseksuele anarchistische bende die de vernietiging van de westerse samenleving nastreeft. De schrijver heeft verschillende pogingen gedaan om het boek verfilmd te krijgen, o.a. met het idee dat Duran Duran de soundtrack zou maken. Uiteindelijk is het alleen een videoclip geworden.
De single werd wereldwijd een gigantische hit. In Canada, Duitsland en Italië werd de nummer 1-positie bereikt en in de Verenigde Staten de nummer 2 positie in de Billboard Hot 100. In Australië werd de 3e positie bereikt en in Nieuw-Zeeland de 5e positie in de hitlijst. In Duran Durans' thuisland het Verenigd Koninkrijk werd de 2e positie behaald in de UK Singles Chart.
In Nederland werd de plaat veel gedraaid op Hilversum 3 en werd mede hierdoor een gigantische hit. De plaat bereikte de 2e positie in zowel de Nederlandse Top 40 als de TROS Top 50 en de 3e positie in de Nationale Hitparade. In de Europese hitlijst op Hilversum 3, de TROS Europarade, werd zelfs de nummer 1-positie bereikt.
In België bereikte de plaat de 2e positie in zowel de Vlaamse Ultratop 50 als de Vlaamse Radio 2 Top 30.

## Videoclip
De clip werd opgenomen in de Pinewood Studios. Vanwege de decors en speciale effecten liepen de kosten op tot boven de 1 miljoen dollar.
In de clip is te zien hoe de maatschappij inmiddels ingestort is. In een laboratorium is het hoofd van een androïde te zien en tussendoor worden beelden uit diverse Sciencefiction- en horrorfilms en een optreden van Duran Duran getoond. Alle vijf bandleden worden gevangen gehouden door gemuteerde en psychotische dansende mannen. John Taylor ligt vastgebonden op het dak van een Mercedes en wordt gepijnigd met beelden uit zijn verleden. Nick Rhodes is opgesloten in een kooi. Andy Taylor is vastgebonden aan een boegbeeld en moet de mutanten met zijn gitaar van zich af slaan. Roger Taylor hangt aan een luchtballon.
Simon Le Bon is vastgebonden aan de wiek van een windmolen. Deze draait in de rondte en bij elke draai gaat de zanger kopje-onder. Het enige waar de mutanten bang voor zijn is een engel met ijzerenvleugels die door de lucht vliegt. Wanneer deze tegen een stellage aan vliegt, komt Simon Le Bon los van de molen en valt in het water. Hij wordt aangevallen door een gemuteerd watermonster maar weet te ontsnappen door een van de bewoners als prooi in het water te trekken. (in de lange versie van de clip wordt hij zelfs door de engel uit het water gered) De mutanten slaan vervolgens op de vlucht en de bandleden rijden daarna als overwinnaars door een Ticker-tape parade.
De clip won een Brit Award voor beste Britse videoclip. Na de opnamen kwam het gerucht in de pers dat de molen stil was komen te staan terwijl Simon met zijn hoofd ondersteboven in het water hing.
In Nederland werd de videoclip destijds op televisie uitgezonden in de pop programmas AVRO's Toppop met Ad Visser, Countdown van Veronica met Adam Curry en TROS Popformule met Erik de Zwart.

## Hitnoteringen

### Nederlandse Top 40
| Hitnotering: 03-11-1984 t/m 02-02-1985 | Hitnotering: 03-11-1984 t/m 02-02-1985 | Hitnotering: 03-11-1984 t/m 02-02-1985 | Hitnotering: 03-11-1984 t/m 02-02-1985 | Hitnotering: 03-11-1984 t/m 02-02-1985 | Hitnotering: 03-11-1984 t/m 02-02-1985 | Hitnotering: 03-11-1984 t/m 02-02-1985 | Hitnotering: 03-11-1984 t/m 02-02-1985 | Hitnotering: 03-11-1984 t/m 02-02-1985 | Hitnotering: 03-11-1984 t/m 02-02-1985 | Hitnotering: 03-11-1984 t/m 02-02-1985 | Hitnotering: 03-11-1984 t/m 02-02-1985 | Hitnotering: 03-11-1984 t/m 02-02-1985 | Hitnotering: 03-11-1984 t/m 02-02-1985 | Hitnotering: 03-11-1984 t/m 02-02-1985 |
| Week:                                  | 1                                      | 2                                      | 3                                      | 4                                      | 5                                      | 6                                      | 7                                      | 8                                      | 9                                      | 10                                     | 11                                     | 12                                     | 13                                     |                                        |
| -------------------------------------- | -------------------------------------- | -------------------------------------- | -------------------------------------- | -------------------------------------- | -------------------------------------- | -------------------------------------- | -------------------------------------- | -------------------------------------- | -------------------------------------- | -------------------------------------- | -------------------------------------- | -------------------------------------- | -------------------------------------- | -------------------------------------- |
| Positie:                               | 31                                     | 18                                     | 10                                     | 7                                      | 4                                      | 3                                      | 2                                      | 2                                      | 5                                      | 6                                      | 8                                      | 14                                     | 20                                     | uit                                    |

### Nationale Hitparade
| Hitnotering: 10-11-1984 t/m 09-02-1985 | Hitnotering: 10-11-1984 t/m 09-02-1985 | Hitnotering: 10-11-1984 t/m 09-02-1985 | Hitnotering: 10-11-1984 t/m 09-02-1985 | Hitnotering: 10-11-1984 t/m 09-02-1985 | Hitnotering: 10-11-1984 t/m 09-02-1985 | Hitnotering: 10-11-1984 t/m 09-02-1985 | Hitnotering: 10-11-1984 t/m 09-02-1985 | Hitnotering: 10-11-1984 t/m 09-02-1985 | Hitnotering: 10-11-1984 t/m 09-02-1985 | Hitnotering: 10-11-1984 t/m 09-02-1985 | Hitnotering: 10-11-1984 t/m 09-02-1985 | Hitnotering: 10-11-1984 t/m 09-02-1985 | Hitnotering: 10-11-1984 t/m 09-02-1985 | Hitnotering: 10-11-1984 t/m 09-02-1985 | Hitnotering: 10-11-1984 t/m 09-02-1985 |
| Week:                                  | 1                                      | 2                                      | 3                                      | 4                                      | 5                                      | 6                                      | 7                                      | 8                                      | 9                                      | 10                                     | 11                                     | 12                                     | 13                                     | 14                                     |                                        |
| -------------------------------------- | -------------------------------------- | -------------------------------------- | -------------------------------------- | -------------------------------------- | -------------------------------------- | -------------------------------------- | -------------------------------------- | -------------------------------------- | -------------------------------------- | -------------------------------------- | -------------------------------------- | -------------------------------------- | -------------------------------------- | -------------------------------------- | -------------------------------------- |
| Positie:                               | 9                                      | 5                                      | 4                                      | 3                                      | 4                                      | 4                                      | 6                                      | 9                                      | 13                                     | 10                                     | 11                                     | 17                                     | 23                                     | 42                                     | uit                                    |

### TROS Top 50
Hitnotering: 01-11-1984 t/m 07-02-1985. Hoogste notering: #2 (2 weken).

### TROS Europarade
Hitnotering: 19-11-1984 t/m 30-05-1985. Hoogste notering: #1 (1 week).

### Vlaamse Radio 2 Top 30
| Hitnotering: 17-11-1984 t/m 09-02-1985 | Hitnotering: 17-11-1984 t/m 09-02-1985 | Hitnotering: 17-11-1984 t/m 09-02-1985 | Hitnotering: 17-11-1984 t/m 09-02-1985 | Hitnotering: 17-11-1984 t/m 09-02-1985 | Hitnotering: 17-11-1984 t/m 09-02-1985 | Hitnotering: 17-11-1984 t/m 09-02-1985 | Hitnotering: 17-11-1984 t/m 09-02-1985 | Hitnotering: 17-11-1984 t/m 09-02-1985 | Hitnotering: 17-11-1984 t/m 09-02-1985 | Hitnotering: 17-11-1984 t/m 09-02-1985 | Hitnotering: 17-11-1984 t/m 09-02-1985 | Hitnotering: 17-11-1984 t/m 09-02-1985 | Hitnotering: 17-11-1984 t/m 09-02-1985 | Hitnotering: 17-11-1984 t/m 09-02-1985 |
| Week:                                  | 1                                      | 2                                      | 3                                      | 4                                      | 5                                      | 6                                      | 7                                      | 8                                      | 9                                      | 10                                     | 11                                     | 12                                     | 13                                     |                                        |
| -------------------------------------- | -------------------------------------- | -------------------------------------- | -------------------------------------- | -------------------------------------- | -------------------------------------- | -------------------------------------- | -------------------------------------- | -------------------------------------- | -------------------------------------- | -------------------------------------- | -------------------------------------- | -------------------------------------- | -------------------------------------- | -------------------------------------- |
| Positie:                               | 13                                     | 7                                      | 4                                      | 4                                      | 5                                      | 2                                      | 6                                      | 7                                      | 6                                      | 6                                      | 6                                      | 14                                     | 24                                     | uit                                    |

### NPO Radio 2 Top 2000
| Nummer met noteringen in de NPO Radio 2 Top 2000 | '00  | '01  | '02  | '03  | '04  | '05  | '06  | '07  | '08  | '09-'12 | '13  | '14-'20 | '21  |
| ------------------------------------------------ | ---- | ---- | ---- | ---- | ---- | ---- | ---- | ---- | ---- | ------- | ---- | ------- | ---- |
| The Wild Boys                                    | 1155 | 1210 | 1105 | 1206 | 1244 | 1745 | 1873 | 1977 | 1614 | -       | 1931 | -       | 1980 |

1. ↑  Een '-' betekent dat het nummer niet was genoteerd en een vetgedrukt getal geeft de hoogste notering aan.
2. ↑  2000 was het eerste jaar met een notering voor dit nummer.
3. ↑  Deze tabel is bijgewerkt tot en met de laatste editie (2024).